# Кебанъёль
 Кебанъёль  — посёлок в Усть-Куломском районе Республики Коми, административный центр и единственный населённый пункт сельского поселения Кебанъёль.

## География
Расположен на правом берегу Вычегды на расстоянии менее 3 км по прямой от районного центра села Усть-Кулом на север у устья реки Кебанъёль.

## История
Кебанъёль известен с 1949 года как лесоучасток, в котором проживало 152 сосланных, больше частью «власовцы». В 1970 году проживало 2167 жителей, в 1989 году - 2259 чел. (коми 47 %, русские 38 %), в 1995 году - 2096 человек.

## Население
Постоянное население составляло 1303 человека (коми 53 %, русские 32 %) в 2002 году, 1082 в 2010.